# Langholmshoved
Langholmshoved er en 450 m. lang og 1,1 ha. stor holm øst for Marstal, der består af to bevoksede holme forbundet med et langt ubevokset sten og sandrev. Øen er en marin dannelse med krumodder i øst og vest. Kysten er dels sandstrand men har også strækninger med rullesten. Mod øst er den smal og det er kun strandvolden og krumodden der er bevokset. På den vestlige del er øen bredere og med flere lavninger. Langholmshoved er nærmest formet som et segl og nord for øen ligger et stort fladvandet område der ofte er tørlagt og tiltrækker en del vadefugle. 
Øen er en del af Ærø Kommune, Ærø.

## Natur
Der er store forekomster af klyder og stormåger og en lille havternekoloni.
Holmen har en stor botanisk værdi med bl.a. forskellige sivarter og strandplanter som f.eks kveller og strandmalurt.
Der er adgang til øen året rundt, men fra 1.3. til 1.7. bør den undgås. Øens natur er truet af at øen om sommeren besøges af mange badegæster.
Der er muligt at vade gennem vandet fra halvøen Ristinge Hale, Langeland over til Storeholm og videre til holmene Lindholm, Langholmshoved og Langholm. Kun de få hundrede meter fra Marstal Havn, hvor en gravet strømrende umuliggør vadning.